# Скоківка
Скоківка (пол. Skokówka) — село в Польщі, у гміні Замостя Замойського повіту Люблінського воєводства. Місце народження канцлера і гетьмана Яна Замойського. Населення — 739 осіб (2011).

## Історія
У 1975—1998 роках село належало до Замойського воєводства.

## Населення
Демографічна структура станом на 31 березня 2011 року:
|          | Загалом | Допрацездатний вік | Працездатний вік | Постпрацездатний вік |
| -------- | ------- | ------------------ | ---------------- | -------------------- |
| Чоловіки | 356     | 82                 | 243              | 31                   |
| Жінки    | 383     | 92                 | 235              | 56                   |
| Разом    | 739     | 174                | 478              | 87                   |

## Особистості

### Народилися
- Ян Замойський (1542—1605) — урядник та державний діяч Речі Посполитої, великий канцлер коронний (1578—1605), сенатор, великий гетьман коронний (1581—1605), великий підканцлер коронний (1576—1578), королівський секретар (з 1565).